# Heinz-Dieter Neef
Heinz-Dieter Neef (* 4. März 1955 in Worms) ist seit 2000 außerplanmäßiger Professor für das Fach Altes Testament an der evangelisch-theologischen Fakultät der Eberhard Karls Universität in Tübingen.

## Leben
Heinz-Dieter Neef studierte von 1974 bis 1979 evangelische Theologie in Marburg und Tübingen, danach von 1979 bis 1983 semitische Sprachen in Tübingen. Ab 1981 war Neef wissenschaftlicher Angestellter für Hebräisch und Aramäisch. Er promovierte im Jahr 1985 bei Hartmut Gese; seine Habilitation erfolgte 1993. An der Evangelisch-theologischen Fakultät in Tübingen hat er eine außerplanmäßige Professur im Fach Altes Testament und leitet insbesondere die Sprachkurse für Hebräisch und Aramäisch.

## Publikationen
- Das Richterbuch heute lesen. TVZ Theologischer Verlag, Zürich 2023, ISBN 978-3-290-18545-9.
- Geschichte, Schuld und Rettung. Studien zur Redaktion, Komposition und Theologie von Ri 1,1-3,30 (= Wissenschaftliche Monographien zum Alten und Neuen Testament, Bd. 162). Vandenhoeck & Ruprecht, Göttingen 2021, ISBN 978-3-7887-3521-0.
- Taschenwörterbuch Hebräisch und Aramäisch zum Alten Testament (= UTB, Bd. 4678). Mohr Siebeck, Tübingen 2016, ISBN 978-3-8252-4678-5.

- Theologie und Gemeinde: Beiträge zu Bibel, Gottesdienst, Predigt und Seelsorge. Calwer, Stuttgart 2006.
- Arbeitsbuch Hebräisch: Materialien, Beispiele und Übungen zum Biblisch-Hebräisch. Mohr Siebeck, Tübingen 2006 (8. Aufl. 2021, ISBN 978-3-8252-5559-6).
- Arbeitsbuch Biblisch-Aramäisch: Materialien, Beispiele und Übungen zum Biblisch-Aramäisch. Mohr Siebeck, Tübingen 2006 (3. Aufl. 2018, ISBN 978-3-16-156012-5)
- Arbeitsbuch Hebräisch: Materialien, Beispiele und Übungen zum Biblisch-Hebräisch. Mohr Siebeck, Tübingen 2003.
- Deboraerzählung und Deboralied: Studien zu Jdc 4,1–5,31. Neukirchener, Neukirchen-Vluyn 2002.
- Die Prüfung Abrahams: eine exegetisch-theologische Studie zu Gen 22,1-19. Calwer Verlag, Stuttgart 1998 (2., durchgesehene und aktualisierte Auflage: Mohr Siebeck, Tübingen 2014).
- Ephraim: Studien zur Geschichte des Stammes Ephraim von der Landnahme bis zur frühen Königszeit. Walter de Gruyter, Berlin/New York 1995.
- Gottes himmlischer Thronrat: Hintergrund und Bedeutung von sôd JHWH im Alten Testament. Calwer Verlag, Stuttgart 1994.
- Ephraim: Studien zur Geschichte des Stammes Ephraim von der Landnahme bis zur frühen Königszeit. 1991.
- Die Heilstraditionen Israels in der Verkündigung des Propheten Hosea (= Beihefte zur Zeitschrift für alttestamentliche Wissenschaft, Bd. 169). de Gruyter, Berlin 1987, ISBN 3-11-010-913-1.